# Rosse vossenstaart
Rosse vossenstaart (Alopecurus aequalis) is een plantensoort uit de grassenfamilie (Poaceae).

## Determinatie
Rosse vossenstaart is een vaste plant, alhoewel ze zich veelal gedraagt als slechts een één- of tweejarige plant. De plant bereikt een hoogte van 15–45 cm en de stengels zijn sterk geknikt of liggend aan de basis, waardoor ze makkelijk wortelen. Op de bladeren en stengels zit meestal een wit- of lichtgrijsachtig waslaagje. De knopen van de stengel zijn geelgroen en de bovenste bladscheden zwak opgeblazen. Het spitse tongetje (ligula) is 3–4 mm lang.
Rosse vossenstaart bloeit van mei tot de herfst met een 3–8 cm lange aarpluim. De helmhokjes hebben een helderoranje of goudgele kleur. De aartjes zijn 2–2,5 mm lang en de tere, gehaakte kafnaald van het onderste kafje, dat halverwege het kafje begint, steekt niet of nauwelijks buiten de kelkkafjes. De groene kelkkafjes zijn wit behaard. De vrucht is een graanvrucht.

### Gelijkende taxa
Rosse vossenstaart lijkt veel op geknikte vossenstaart (Alopecurus geniculatus), maar bij deze laatste zijn de aartjes groter, beginnen de kafnaaldjes aan de basis van het kroonkafje en steken ruim buiten de kelkkafjes uit en hebben de bladeren meestal geen waslaagje.

## Ecologie
De plant komt voor op eutrofe, open, natte, plaatsen langs greppels, oude rivierlopen en vennen.

### Syntaxonomie

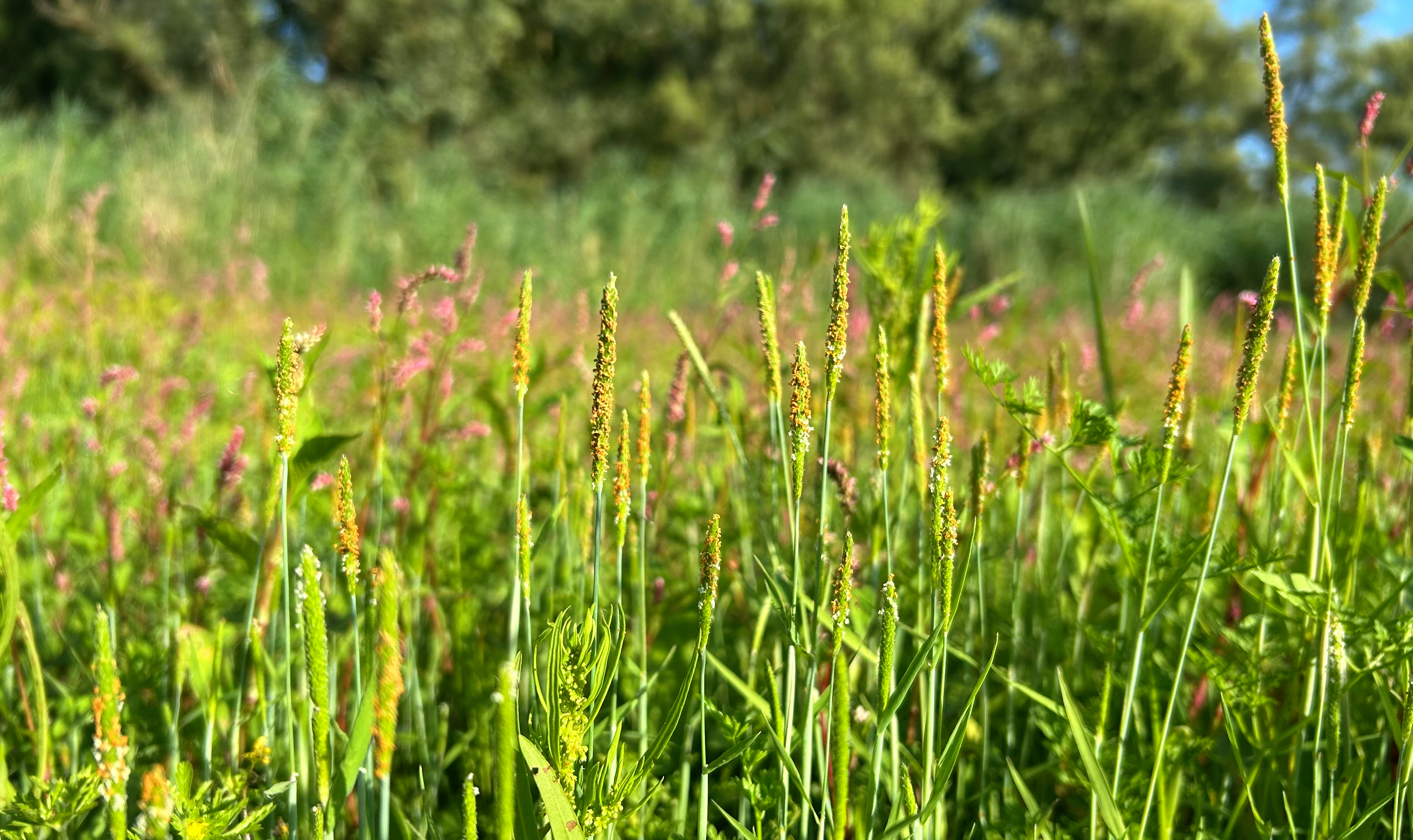
Rosse vossenstaart in pioniervegetatie van het tandzaad-verbond.

In de syntaxonomie staat rosse vossenstaart te boek als kensoort voor de tandzaad-klasse.

## Verspreiding
Het verspreidingsgebied van rosse vossenstaart strekt zich uit over Eurazië.

## Fotogalerij

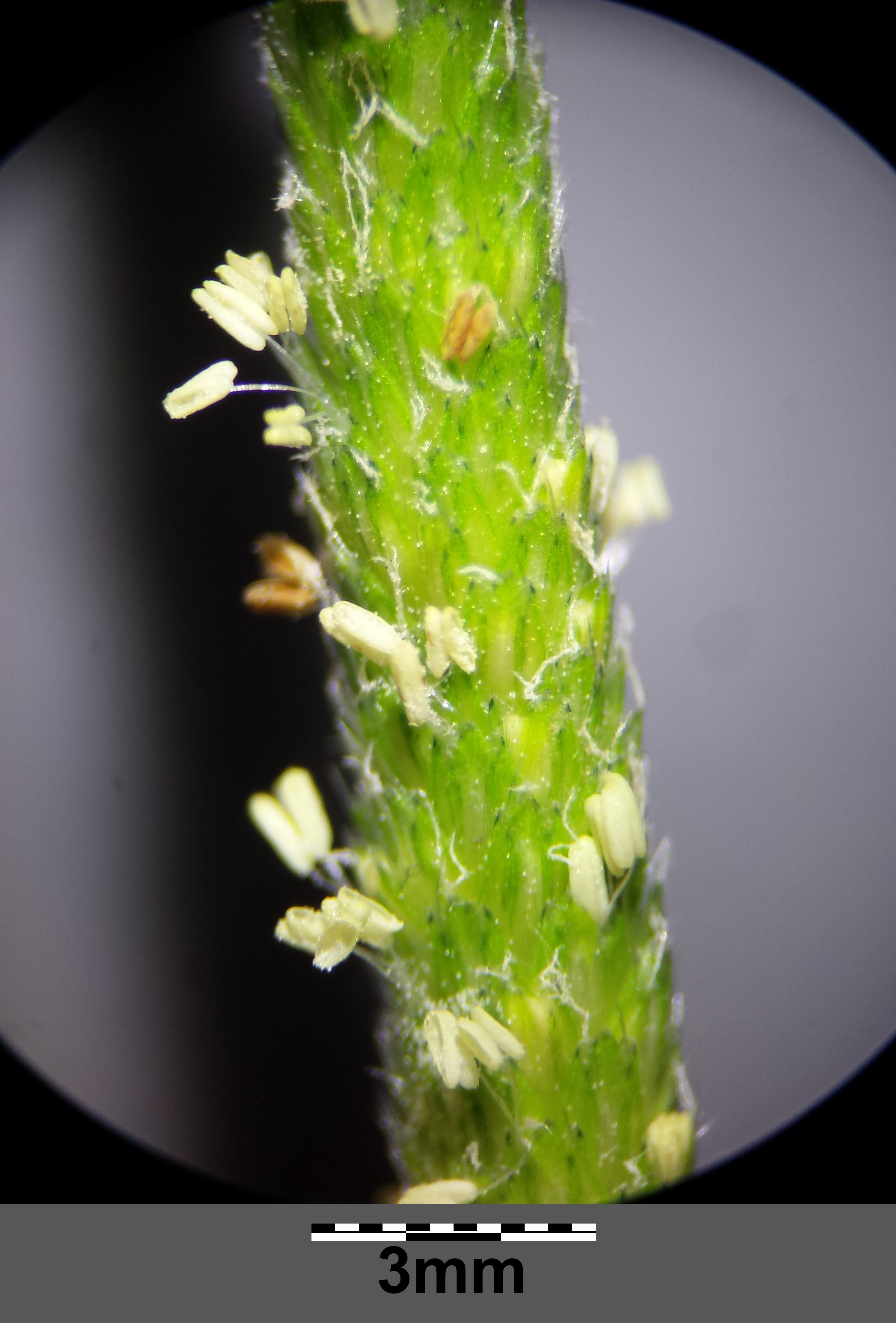
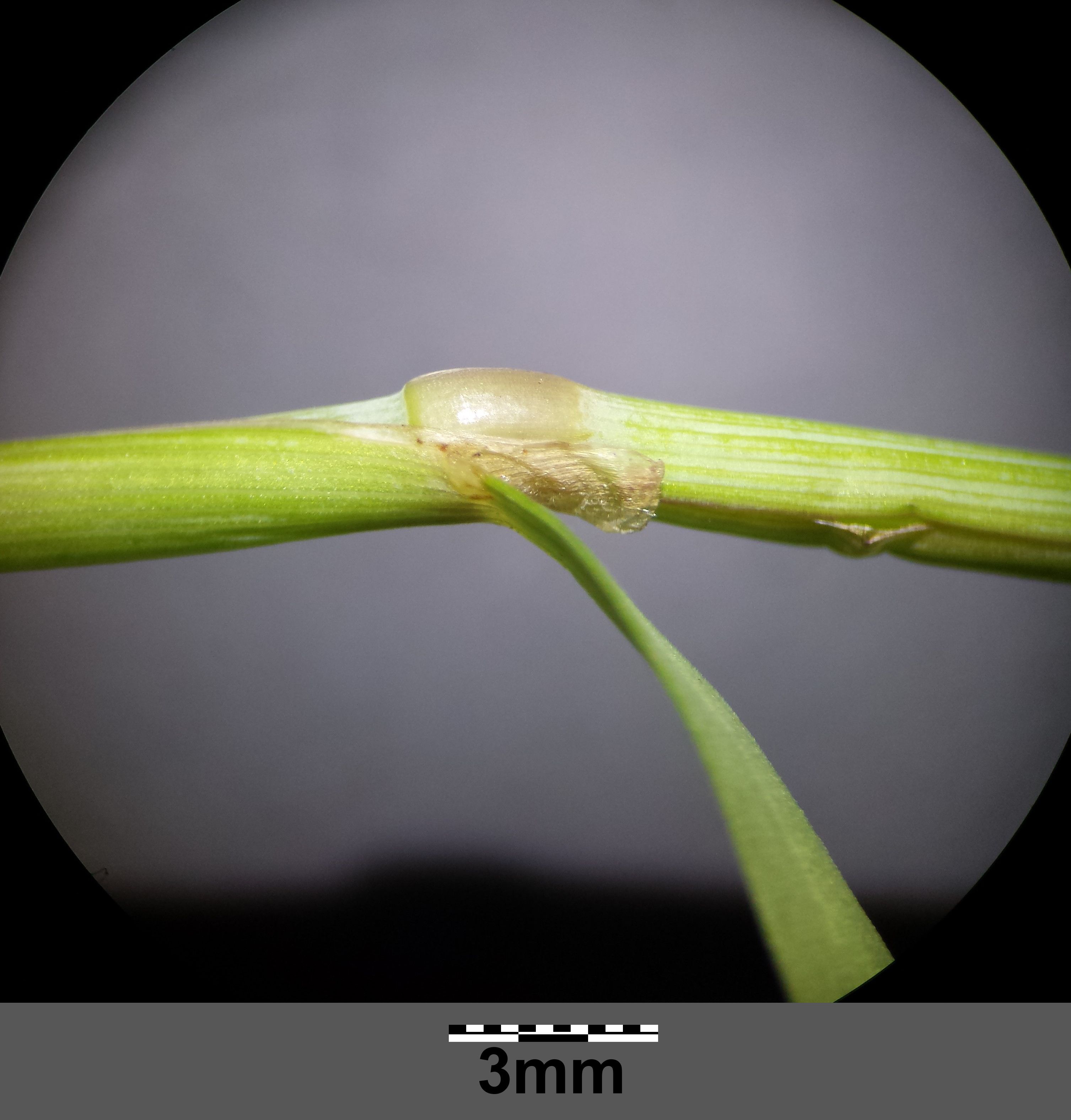
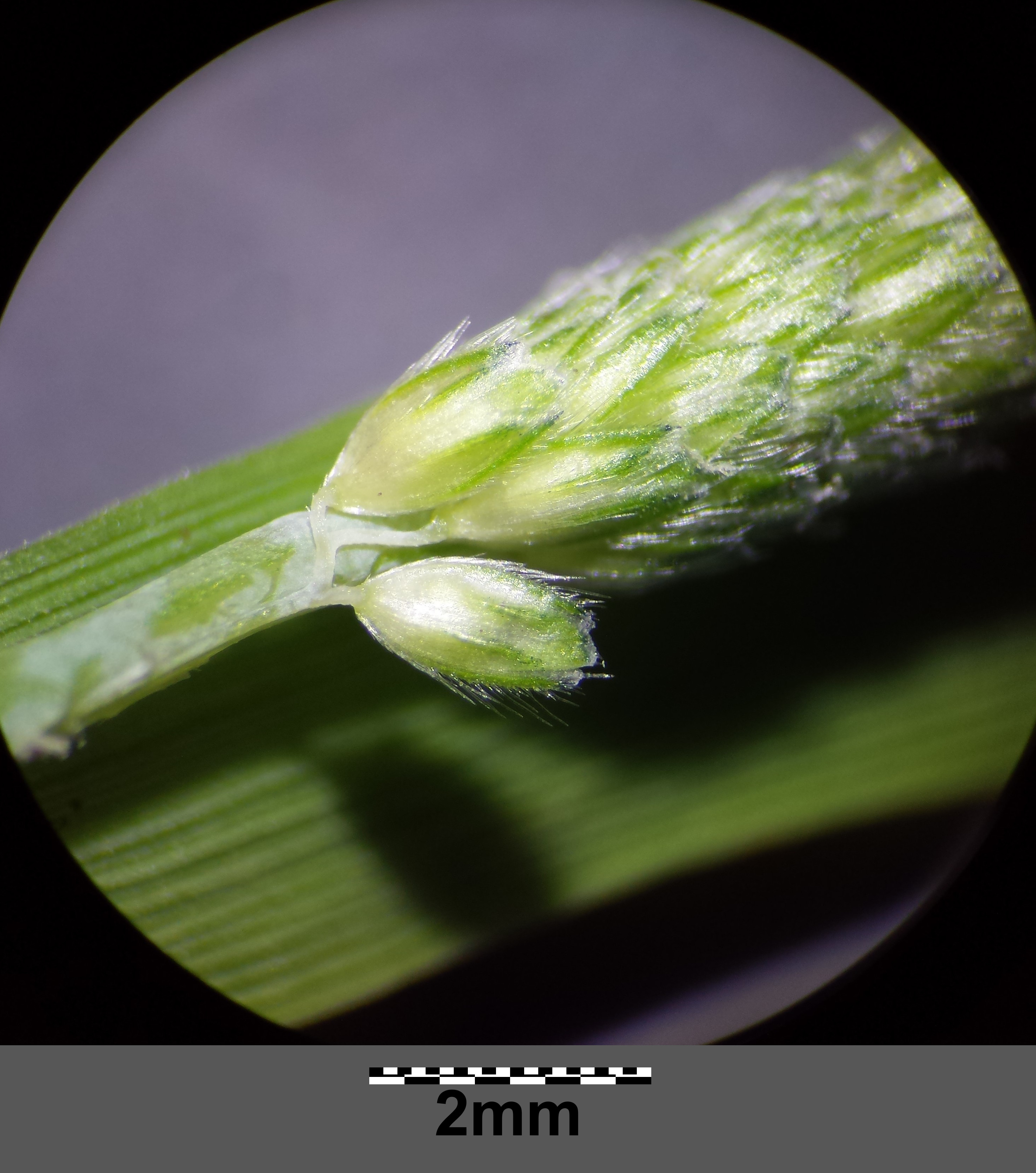
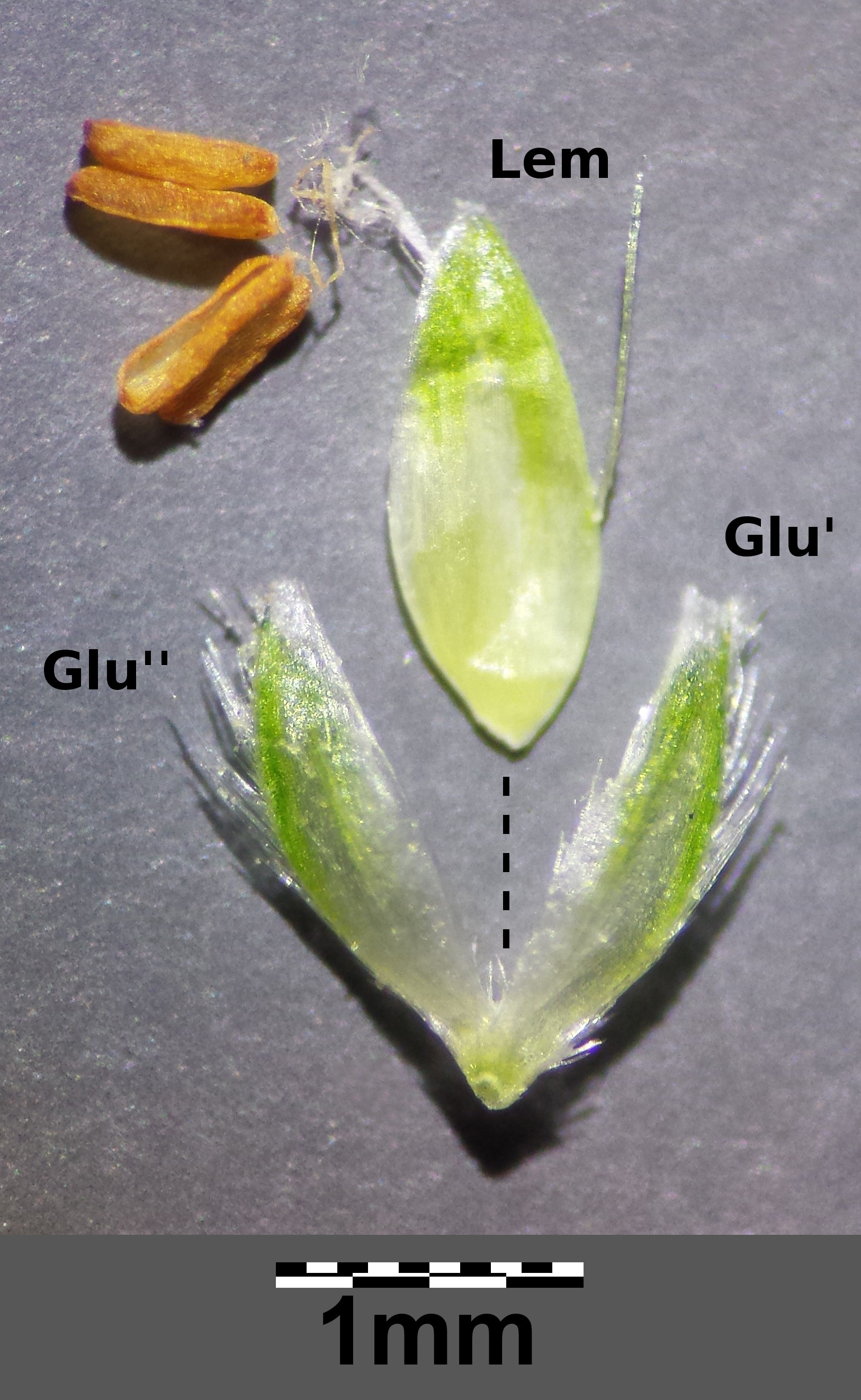